# Mónica Bardem
Mónica María Encinas Bardem (Madrid, 4 de mayo de 1964) es una actriz y empresaria española.

## Biografía

### Familia
Mónica Bardem procede de una famosa familia de actores españoles: es hija de la actriz Pilar Bardem y sobrina del director de cine Juan Antonio Bardem ya fallecido. Sus hermanos son los actores Javier Bardem y Carlos Bardem. Su primo e hijo de Juan Antonio es el director y guionista Miguel Bardem.

### Trayectoria profesional
Como miembro de la familia de cineastas, Mónica Bardem se dedicó a ser actriz, apareciendo en varias películas con sus familiares, como por ejemplo, en el año 1992, en el documental El joven Picasso dirigida por su tío Juan Antonio Bardem, en 1995 tuvo un papel en la película Boca a Boca junto a su hermano Javier Bardem y su madre Pilar Bardem, en 1996 trabajó en la película Más que amor, frenesí, dirigida por su primo Miguel Bardem y en 1998 en la película Resultado Final, dirigida también por Juan Antonio Bardem. 
También ha trabajado en películas como Kika en 1993, dirigida por Pedro Almodóvar donde tuvo un papel secundario o con papeles más pequeños como en Entre Rojas dirigida por Azucena Rodríguez, Cuernos de mujer dirigida por Enrique Urbizu como dependienta de una tienda en 1995, el cortometraje Planeta Extraño en 1997 y La gran Ilusión en 1999.
En televisión trabajó con un papel esporádico de 6 capítulos en la serie de televisión Villarriba y Villabajo, emitida por Televisión Española (TVE) en el año 1994.
En 2020, participó en MasterChef (España), donde quedó como la 18.ª clasificada

## Filmografía

### Cine

#### Largometrajes
| Año  | Título                | Personaje          | Dirección                                      |
| ---- | --------------------- | ------------------ | ---------------------------------------------- |
| 2021 | Competencia oficial   | Cóctel             | Mariano Cohn y Gastón Duprat                   |
| 1998 | Resultado final       | Funcionaria        | Juan Antonio Bardem                            |
| 1996 | Más que amor, frenesí | Chica 2            | Alfonso Albacete, Miguel Bardem y David Menkes |
| 1995 | Boca a boca           |                    | Manuel Gómez Pereira                           |
| 1995 | Cuernos de mujer      | Dependienta tienda | Enrique Urbizu                                 |
| 1995 | Entre rojas           | Envenenadora hija  | Azucena Rodríguez                              |
| 1993 | Kika                  | Paca               | Pedro Almodóvar                                |
| 1985 | Los matasanos         |                    | Harvey Miller                                  |
| 1977 | Gusanos de seda       |                    | Francisco Rodríguez Fernández                  |

#### Cortometrajes
| Año  | Título          | Personaje | Dirección           |
| ---- | --------------- | --------- | ------------------- |
| 2022 | Despierta       | María     | Cecilia Gessa       |
| 2022 | Fortuna         | Esposa    | Jairo Gonzalez      |
| 1997 | Planeta extraño | Abducida  | Pedro Pérez Jiménez |

### Televisión

#### Ficción
- El joven Picasso (1992) - (miniserie).
- Villarriba y Villabajo (1994) - (6 episodios).
- Kety no para (1997) - (1 episodio).
- La gran ilusión (1999)

#### Entretenimiento
- MasterChef (2020) - (1 episodio).

## Otros datos
Mónica Bardem, además de ser actriz es también una chef y también fue propietaria de los restaurantes La Bardemcilla, clausurado en 2013, y La Tercera, localizado este último en el barrio madrileño de Las Letras.